# Elefantäpple
Elefantäpple (Limonia acidissima ) är ett stort träd från Indien och Sri Lanka, hörande till familjen vinruteväxter (Rutaceae), odlad eller förvildad i många tropiska områden i Asien. Trädet är den enda arten i sitt släkte.
Blommor och blad luktar särdeles angenämt och påminner tillika om anis. De nyttjas såsom magstärkande medel. Ur barken utflyter ett gummi som brukas istället för gummi arabicum till tekniska ändamål och överträffar detta i flera avseenden. Feroniagummit förekommer i handeln i form av stora, starkt glänsande, ofta iriserande klumpar och är något mjukare än det arabiska gummit. Till beredning av vattenfärger anses Feroniagummit vara bättre än alla andra gummisorter. Den hårda veden av Feronia användes till byggnadsändamål.

## Synonymer
- Feronia elephantum Corrêa, 1800
- Feronia limonia L., Swingle, 1914
- Schinus limonia L., 1753